# Conus cebuensis
Espèce
Conus cebuensis est une espèce de mollusques gastéropodes marins de la famille des Conidae.
Comme toutes les espèces du genre Conus, ces escargots sont prédateurs et venimeux. Ils sont capables de « piquer » les humains et doivent donc être manipulés avec précaution, voire pas du tout.

## Description
Cet escargot a été signalé comme mesurant entre 25 mm et 45 mm de long.

## Distribution
Ces espèces marines se trouvent dans les océans de la région de la Nouvelle-Calédonie, plus précisément près des Philippines, de l'Indonésie, de la Papouasie-Nouvelle-Guinée et des Fidji.

## Taxonomie

### Publication originale
L'espèce Conus cebuensis a été décrite pour la première fois en 1990 par le malacologiste belge Eduard Wils (d) (1925-2012) dans la publication intitulée « Gloria Maris »,.

### Synonymes
- Conus (Phasmoconus) cebuensis Wils, 1990 · appellation alternative
- Conus proximus cebuensis Wils, 1990 · non accepté (protonyme)
- Phasmoconus cebuensis (Wils, 1990) · non accepté

## Identifiants taxonomiques
Chaque taxon catalogué par les bases de données biologiques et taxonomiques possède un identifiant qui permet d'établir un point de référence. Les identifiants de Conus cebuensis dans les principales bases sont les suivants :
CoL : XX53 - GBIF : 6511222 - IRMNG : 11742930 - WoRMS : 596842